# كيم مين-هاي
كيم مين-هاي (هانغل: 김민혜) هو مدرب كرة قدم ولاعب كرة قدم كوري جنوبي في مركز الهجوم، ولد في 4 ديسمبر 1954 في كوريا الجنوبية. لعب مع دارمشتات 98 وفالدهوف مانهايم ونادي بوسان أي بارك.

## وصلات خارجية
- كيم مين-هاي على موقع دوري كوريا الجنوبية (الإنجليزية)
- كيم مين-هاي على موقع بيانات كرة القدم. دي إي (الألمانية)